# Leslie Bega
Leslie Rae Bega (Los Angeles, 17 april 1967) is een Amerikaanse theater/tv-actrice.

## Biografie
Bega bracht haar jeugd grotendeels door in New York, en de highschool voltooide ze aan de prestigieuze Franse privéschool Le Lycee Francais in Los Angeles. Hierna ging ze naar de University of Southern California en studeerde daar drama. Bega begon met acteren op zesjarige leeftijd in het theater op Broadway met het toneelstuk The Patriots. Hierna heeft ze meerdere tv-commercials gedaan.
Bega acteerde in 1984 in de film Breakin' 2: Elctric Boogaloo voor het eerst in een film. Hierna heeft ze nog meerdere rollen gespeeld in televisieseries en films zoals Head of the Class (1986-1989), C-16: FBI (1997-1998), CSI: Crime Scene Investigation (2002-2003) en The Sopranos (2002-2004).
Bega heeft ook meerdere keren in het theater gestaan met King Lear, The Merchant of Venice, West Side Story, Grease en The Sound of Music. Zij heeft onder andere opgetreden in Electric Theatre en Westchester Theatre.
Bega is in haar vrije tijd veel bezig met haar grote hobby, namelijk koken. Ze was chef in het restaurant RAW in Santa Monica voordat ze hier wegging om haar eigen voedingslijn op te zetten.
Bega trouwde op 14 februari 1992 met Jon Farris, drummer van INXS, en scheidde in 1997.
Bega werd in 1988 genomineerd voor een prijs voor de Young Artist Award in de categorie 'Beste jonge actrice in een komische tv-serie' vanwege haar rol in de televisieserie Head of the Class.

## Filmografie

### Films
Uitgezonderd korte films.
- 2019 Once Upon a Time in Hollywood - als cameo
- 2011 Bird Dog - als Carmen
- 2006 Dating Games People Play – als Mona Evens
- 2000 Time of Here Time – als Denise Gondelman
- 2000 The Last Producer – als restaurantmanager
- 1999 Against the Law – als Lucia
- 1997 Lost Highway – als Raquel
- 1996 Power 98 – als Denise
- 1995 The American President – als Laura Staf
- 1995 Get Shorty – als Vikki Vespa
- 1991 Mobsters – als Anna Lansky
- 1991 Uncaged – als Mickie
- 1988 For Keeps? – als Carlita
- 1985 Tuff Turf – als danseres
- 1984 Breakin' 2: Electric Boogaloo – als danseres

### Televisieseries
Uitgezonderd eenmalige gastrollen.
- 2002 – 2004 The Sopranos – als Valentina la Paz – 7 afl.
- 2002 – 2003 CSI: Crime Scene Investigation – als Leah – 3 afl.
- 1997 – 1998 C-16: FBI – als Laura Sandoval – 3 afl.
- 1986 – 1989 Head of the Class – als Maria Borges – 68 afl.